# Ricardo Arona
Ricardo Arona (Niterói, 17 luglio 1978) è un artista marziale misto brasiliano.
È stato il primo ed unico campione dei pesi medi RINGS e un veterano e protagonista della Pride Fighting Championships, avendo combattuto nella prestigiosa promozione giapponese dal 2001 al 2007 con risultati quali la finale del torneo Pride 2005 Middleweight Grand Prix persa contro Mauricio Rua e la sfida per il titolo dei pesi medi contro l'allora campione in carica Wanderlei Silva, persa per una controversa decisione dei giudici di gara; nei dodici incontri disputati in Pride ha sconfitto alcuni dei più forti e decorati lottatori al mondo quali Guy Mezger, Dan Henderson, Kazushi Sakuraba, Wanderlei Silva e Alistair Overeem.
Tra il 2000 ed il 2001 è stato per tre volte campione di grappling vincendo gli importanti tornei ADCC Submission Wrestling World Championship, due nella categoria fino ai 99 kg e uno nella categoria openweight, sconfiggendo i lottatori Tito Ortiz, Jeff Monson, Renato Sobral e Vítor Belfort e non venendo mai sconfitto.

## Carriera nel grappling
Ricardo Arona è fra i migliori praticanti di jiu jitsu brasiliano della sua generazione, uno dei lottatori più forti nella lotta a terra.
Nel 1999 vinse il campionato nazionale di BJJ per le cinture marroni nella sua categoria di peso, e lo stesso anno si ripeté ai mondiali, ottenendo il primo posto nei pari peso e il secondo posto nel torneo openweight.
L'anno successivo prese parte al mondiale per le cinture nere di BJJ, torneo nel quale arrivò secondo.
Sempre nel 2000 debuttò nel prestigioso torneo ADCC Submission Wrestling World Championship, ottenendo il titolo di grappler nella categoria fino ai 99 kg: nel primo incontro sottomise l'ex wrestler Hiromitsu Kanehara, e successivamente sconfisse ai punti il russo Kareem Barkalev, Tito Ortiz dell'UFC e in finale Jeff Monson, divenendo campione a 22 anni di età.
L'anno successivo si ripresentò iscrivendosi sia al torneo fino ai 99 kg di peso sia a quello openweight, riuscendo ad ottenere entrambe le vittorie: nel torneo fino ai 99 kg sconfisse ai punti il judoka olimpico Ruslan Mashurenko, il futuro campione Strikeforce Renato Sobral, il futuro lottatore Pride e UFC John-Olav Einemo e in finale il veterano UFC Ricardo Almeida, mentre nel torneo openweight prima sottomise Roger Neff e poi vinse ai punti sul pluridecorato campione di jiu jitsu brasiliano Saulo Ribeiro, sul futuro campione dei pesi mediomassimi UFC Vítor Belfort e in finale sul campione del 1999 Jean Jacques Machado.
Nel 2003 combatté un ulteriore incontro di esibizione contro il campione dei tornei UFC 14 ed UFC 15 Mark Kerr, vincendo e rimanendo quindi imbattuto nel grappling.

## Carriera nelle arti marziali miste

### Fighting Network RINGS
Ricardo Arona inizia la sua carriera da professionista delle arti marziali miste nel 2000 con la promozione giapponese RINGS: al suo esordio sconfigge ai punti il russo Andrei Kopylov, lottatore che aveva un record personale di 4-8.
Nel successo incontro affronta il veterano Jeremy Horn, lottatore che aveva alle spalle già più di 60 incontri da professionista e che in precedenza aveva lottato per il titolo dei pesi mediomassimi UFC: Arona la spunta con una decisione divisa dei giudici di gara.
Nel dicembre 2000 Arona prende parte al torneo King of Kings 2000 e affronta Fedor Emelianenko, lottatore al quarto incontro da professionista che negli anni a seguire diverrà campione imbattuto dei pesi massimi Pride: Arona venne sconfitto ai punti, ma l'incontro verrà ricordato in quanto il brasiliano mise in difficoltà l'avversario dominandolo nel controllo a terra, ma il sistema di punteggio della RINGS dava vantaggio ai colpi portati piuttosto che alla lotta a terra, e quindi il russo ne uscì vincitore.
Nel 2001 affrontò il wrestler Hiromitsu Kanehara, lottatore che già aveva sottomesso nei tornei di grappling ad Abu Dhabi l'anno prima, e il copione si ripeté con Arona che vinse il suo terzo incontro in carriera con una leva al ginocchio dell'avversario.
Quell'anno prese parte al torneo dei pesi medi RINGS che avrebbe incoronato il primo campione di categoria della promozione: il torneo era ad eliminazione diretta e vi presero parte Arona, Jeremy Horn, Chris Haseman e Gustavo Machado.
In semifinale Arona sconfisse nuovamente Jeremy Horn ai punti, ed in finale si impose sull'esperto di jiu jitsu brasiliano Gustavo Machado per KO tecnico nel primo round, divenendo il primo campione dei pesi medi RINGS.

### Pride Fighting Championships
Con un record personale di 5-1 ed una cintura di campione Arona attira le attenzioni della prestigiosa promozione Pride, al tempo l'organizzazione più importante del mondo di arti marziali miste, che lo mette sotto contratto.
Esordisce ad un mese e mezzo di distanza dal suo ultimo incontro nella RINGS contro il vincitore del torneo UFC 13 Guy Mezger, superando l'avversario con una non convincente vittoria ai punti.
Nel successivo incontro si trovò a fronteggiare il wrestler Dan Henderson, vincitore del torneo UFC 17, del torneo Rings King of Kings 1999 e futuro campione dei pesi welter e pesi medi Pride e dei pesi mediomassimi Strikeforce: Arona ottenne una delle più importanti vittorie della sua carriera, anche questa volta ai punti per decisione divisa.
Nel suo terzo incontro nella Pride si impose sempre ai punti sul futuro campione EliteXC Murilo Rua.
Nel 2004 con un record nella Pride di 3-0 affrontò il finalista del torneo Pride 2003 Middleweight Grand Prix e futuro campione dei pesi mediomassimi UFC Quinton "Rampage" Jackson: Arona subì la sua prima sconfitta in Pride, con un potente powerbomb: dopo l'incontro Arona dichiarò che a metterlo KO fu una testata irregolare ricevuta da Jackson al termine della proiezione.
Lo stesso anno vince per sottomissione contro Sergei Ignatov, e nel 2005 viene scelto per partecipare al torneo Pride 2005 Middleweight Grand Prix: qui nel primo turno ha la meglio ai punti sull'esperto di jiu jitsu brasiliano e futuro lottatore UFC Dean Lister.
Nei quarti di finale affronta il mostro sacro delle MMA giapponesi e vincitore del torneo UFC Japan Kazushi Sakuraba, vincendo per KO tecnico.
La vittoria arriva in semifinale, quando si trova ad affrontare il favorito del torneo Wanderlei Silva, esperto nelle arti marziali miste e campione dei pesi medi in carica, imbattuto nella sua categoria di peso da quasi 20 incontri consecutivi e sconfitto una sola volta in Pride in un incontro di pesi massimi: fu proprio Arona a sconfiggere l'allora campione in carica, imponendosi ai punti per decisione unanime dei giudici di gara.
Arona perse la finalissima contro il futuro campione dei pesi mediomassimi UFC Mauricio Rua per KO nel primo round.
A fine anno venne scelto come contendente al titolo dei pesi medi Pride in un rematch contro Wanderlei Silva: questa volta la spunto l'avversario, ma con una controversa vittoria ai punti per decisione divisa.
Nel 2006 Arona ottiene un'altra importantissima vittoria in carriera, in quanto sconfigge nel primo round Alistair Overeem, uno dei più forti kickboxer delle MMA e futuro campione dei pesi massimi K-1, Strikeforce e Dream.
Il suo ultimo incontro in Pride è datato 8 aprile 2007 ed è una sconfitta per KO contro Rameau Thierry Sokoudjou; quell'anno la Pride fallì, e Arona terminò la sua esperienza in tale promozione con un record parziale di 8-4.

### Il dopo-Pride
Dopo il fallimento della Pride Arona combatté un solo incontro nel 2009 nella promozione brasiliana Bitetti Combat, vincendo contro il veterano dell'UFC Marvin Eastman: fu la prima volta che Arona lottò da professionista fuori dal Giappone.

## Risultati nelle arti marziali miste
| Risultato | Record | Avversario         | Metodo                           | Evento                            | Data              | Round | Tempo | Città                   | Note                                                 |
| --------- | ------ | ------------------ | -------------------------------- | --------------------------------- | ----------------- | ----- | ----- | ----------------------- | ---------------------------------------------------- |
| Vittoria  | 14–5   | Marvin Eastman     | Decisione (unanime)              | Bitetti Combat MMA 4              | 12 settembre 2009 | 3     | 5:00  | Rio de Janeiro, Brasile |                                                      |
| Sconfitta | 13–5   | Sokoudjou          | KO (pugno)                       | Pride 34: Kamikaze                | 8 aprile 2007     | 1     | 1:59  | Saitama, Giappone       |                                                      |
| Vittoria  | 13–4   | Alistair Overeem   | Sottomissione (pugni)            | Pride Final Conflict Absolute     | 10 settembre 2006 | 1     | 4:28  | Saitama, Giappone       |                                                      |
| Sconfitta | 12–4   | Wanderlei Silva    | Decisione (non unanime)          | Pride Shockwave 2005              | 31 dicembre 2005  | 3     | 5:00  | Saitama, Giappone       | Per il titolo dei Pesi Medi Pride                    |
| Sconfitta | 12–3   | Mauricio Rua       | KO (pugni)                       | Pride Final Conflict 2005         | 28 agosto 2005    | 1     | 2:54  | Saitama, Giappone       | Pride 2005 Middleweight Grand Prix, Finale           |
| Vittoria  | 12–2   | Wanderlei Silva    | Decisione (unanime)              | Pride Final Conflict 2005         | 28 agosto 2005    | 2     | 5:00  | Saitama, Giappone       | Pride 2005 Middleweight Grand Prix, Semifinale       |
| Vittoria  | 11–2   | Kazushi Sakuraba   | KO Tecnico (stop medico)         | Pride Critical Countdown 2005     | 26 giugno 2005    | 2     | 5:00  | Saitama, Giappone       | Pride 2005 Middleweight Grand Prix, Quarti di finale |
| Vittoria  | 10–2   | Dean Lister        | Decisione (unanime)              | Pride Total Elimination 2005      | 23 aprile 2005    | 3     | 5:00  | Osaka, Giappone         | Pride 2005 Middleweight Grand Prix, Primo turno      |
| Vittoria  | 9–2    | Sergei Ignatov     | Sottomissione (rear naked choke) | Pride 28: High Octane             | 31 ottobre 2004   | 1     | 9:05  | Saitama, Giappone       |                                                      |
| Sconfitta | 8–2    | Quinton Jackson    | KO (powerbomb)                   | Pride Critical Countdown 2004     | 20 giugno 2004    | 1     | 7:32  | Saitama, Giappone       |                                                      |
| Vittoria  | 8–1    | Murilo Rua         | Decisione (unanime)              | Pride 23: Championship Chaos 2    | 24 novembre 2002  | 3     | 5:00  | Tokyo, Giappone         |                                                      |
| Vittoria  | 7–1    | Dan Henderson      | Decisione (non unanime)          | Pride 20: Armed and Ready         | 28 aprile 2002    | 3     | 5:00  | Yokohama, Giappone      |                                                      |
| Vittoria  | 6–1    | Guy Mezger         | Decisione (non unanime)          | Pride 16: Beasts From the East    | 24 settembre 2001 | 3     | 5:00  | Osaka, Giappone         | Debutto in Pride                                     |
| Vittoria  | 5–1    | Gustavo Machado    | KO Tecnico (pugni)               | Rings: 10th Anniversary           | 11 agosto 2001    | 1     | 1:29  | Tokyo, Giappone         | Vince il torneo ed il titolo dei Pesi Medi RINGS     |
| Vittoria  | 4–1    | Jeremy Horn        | Decisione (maggioranza)          | Rings: 10th Anniversary           | 11 agosto 2001    | 2     | 5:00  | Tokyo, Giappone         | Torneo dei Pesi Medi RINGS, Semifinale               |
| Vittoria  | 3–1    | Hiromitsu Kanehara | Sottomissione (kneebar)          | Rings: World Title Series 2       | 15 giugno 2001    | 2     | 0:53  | Yokohama, Giappone      |                                                      |
| Sconfitta | 2–1    | Fedor Emelianenko  | Decisione (unanime)              | Rings: King of Kings 2000 Block B | 22 dicembre 2000  | 3     | 5:00  | Osaka, Giappone         | Torneo King of Kings 2000, Primo turno               |
| Vittoria  | 2–0    | Jeremy Horn        | Decisione (non unanime)          | Rings: Millennium Combine 3       | 23 agosto 2000    | 2     | 5:00  | Osaka, Giappone         |                                                      |
| Vittoria  | 1–0    | Andrei Kopylov     | Decisione (unanime)              | Rings: Millennium Combine 1       | 20 aprile 2000    | 2     | 5:00  | Tokyo, Giappone         |                                                      |